# Блинов, Сергей Павлович
Сергей Павлович Блинов (29 сентября 1886 — ?) — морской офицер, начальник Главного гидрографического управления РККФ.

## Биография
- С 1902 года в службе кадетом в Морском корпусе.
- 21.2.1905 года по окончании Морского корпуса произведён в мичманы.
- В 1906—1907 гг. — в заграничном плаванье на крейсере «Герцог Эдинбургский».
- С 1907 года в составе 1-го Балтийского флотского экипажа.
- В 1907—1910 гг. — на линкоре «Цесаревич». Золотой знак в память окончания полного курса наук морского корпуса (1910).
- В 1911—1913 гг. — флаг-офицер штаба командующего морскими силами Балтийского моря.
- 1.1.1915 года произведен в старшие лейтенанты «за отличие».
- 18.1.1916 года — исполняющий должность помощника флагманского капитана по распорядительной части штаба командующего флотом Балтийского моря.
- В 1924 году — начальник Главного Гидрографического управления РККФ.

Владел французским, шведским и немецкими языками. Православный, холост (1916).

## Награды
- Орден Святого Станислава 3-й степени (1910).
- Черногорский орден Князя Даниила Первого 4-й степени (1910).
- Юбилейная медаль в память Царствования Князя Николая Первого (1910).
- Итальянская серебряная медаль за оказание помощи пострадавшим во время бывшего в 1908 году землетрясения в Сицилии и Калабрии (1911).
- Светло — бронзовая медаль в память 300 — летия Царствования дома Романовых (1913).
- Орден Святой Анны 3-й степени (6.12.1913).
- Французский знак присвоения звания "Officier de L"Instruction Publique" (1914).
- Светло — бронзовая медаль в память 200 — летия Гангутской победы (1915).
- Орден Святого Владимира 4-й степени с мечами и бантом (19.10.1915).